# Konstantin Korneev
Konstantin Nikolaevič Korneev (in russo Константи́н Никола́евич Корне́ев?; Mosca, 5 giugno 1984) è un hockeista su ghiaccio russo.

## Palmarès

### Mondiali
- 4 medaglie:
  - 2 ori (Canada 2008; Svizzera 2009)
  - 1 argento (Germania 2010)
  - 1 bronzo (Russia 2007)